# Борбек
Борбек (на немски: Borbeck) е замък в град Есен, западна Германия.
Замъкът е основан в края на 13 век и служи за лятна резиденция на абатисите на Есенското абатство до неговото закриване в началото на 19 век. През втората половина на 17 век сградата е построена наново, а в средата на 18 век придобива сегашния си вид. През по-голямата част от 19 век замъкът е собственост на баронската фамилия Фюрстенберг, чиито наследници го продават на общината на Есен през 1941 година.